# Écloga

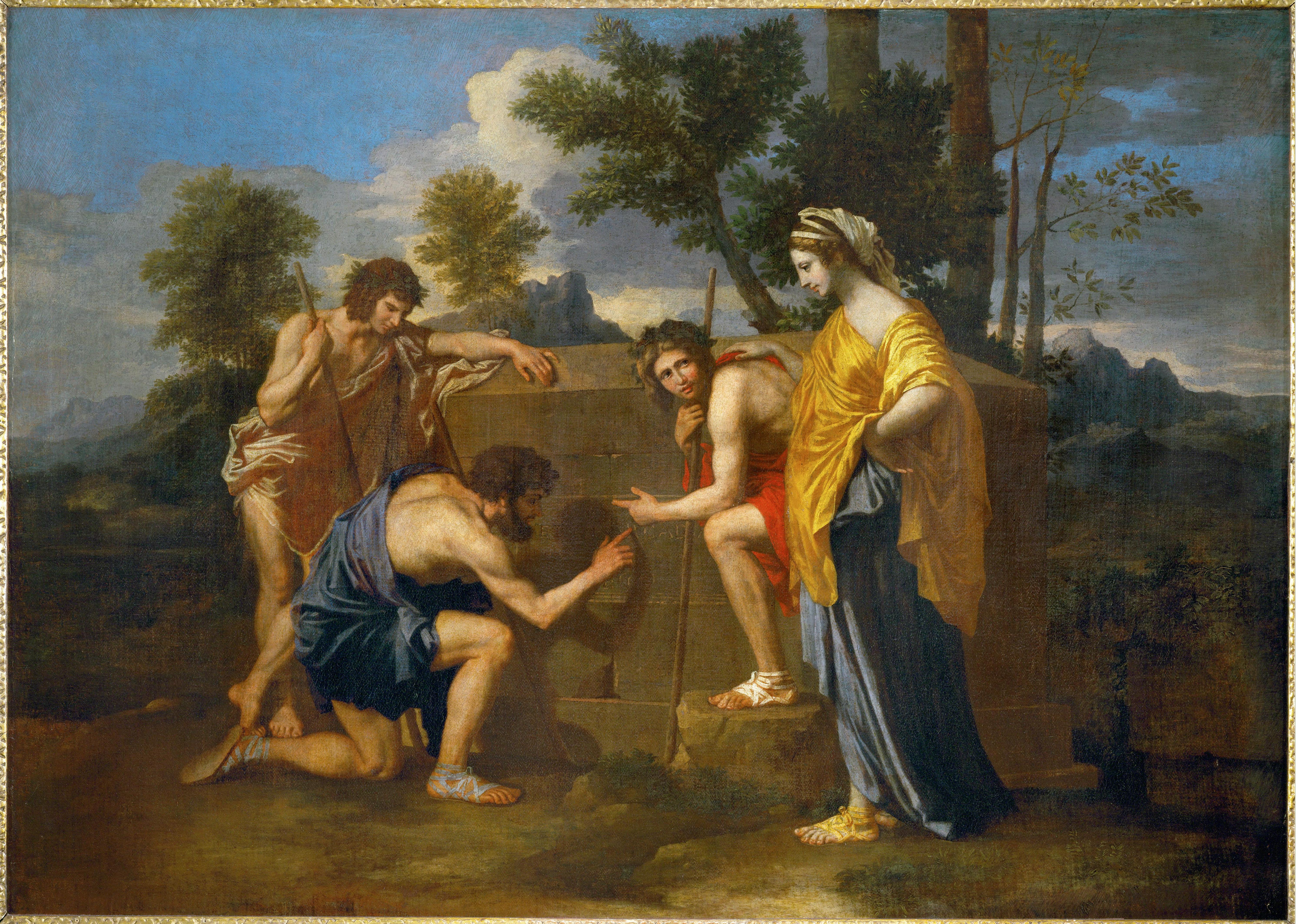
Et in Arcadia ego (1637–38), quadro de Nicolas Poussin representando uma cena pastoral.

Écloga é um poema ambientado na natureza, que apresenta, na maioria das vezes, a forma de um diálogo entre pastores ou o solilóquio de um só pastor, de tal modo que pode ser representado como uma pequena peça de teatro. O termo "écloga" deriva do grego eklogē (ἐκλογή), "seleção, poesia escolhida", através do latim ecloga.
O termo foi inicialmente aplicado aos poemas bucólicos de Virgílio, que imitavam os Idílios, de Teócrito. Depois do poeta de Mântua, foi cultivada na Antiguidade por Calpúrnio Sículo, Nemesiano e Ausónio.
Dante escreveu dois poemas bucólicos em latim, imitando Virgílio, e o humanista português Henrique Caiado (Lisboa, por volta de 1470 - Roma, 1509 ) escreveu nove éclogas, também em latim, muito celebradas no seu tempo e cuja qualidade poética e perfeição formal permanecem inegáveis nos nossos dias:
Pastor, ab occiduis olim qui venerat oris,

Externum hîc servare gregem persaepe solebat

Oceano notum, ripisque nitentibus auro.

Fistula semper erat comes huic, seu pasceret agnos,

Saltantes ve haedos fessae circum ubera matris,

Seu rivos illo peterent ducente juvenci,

Undique cernere erat certatim currere nymphas,

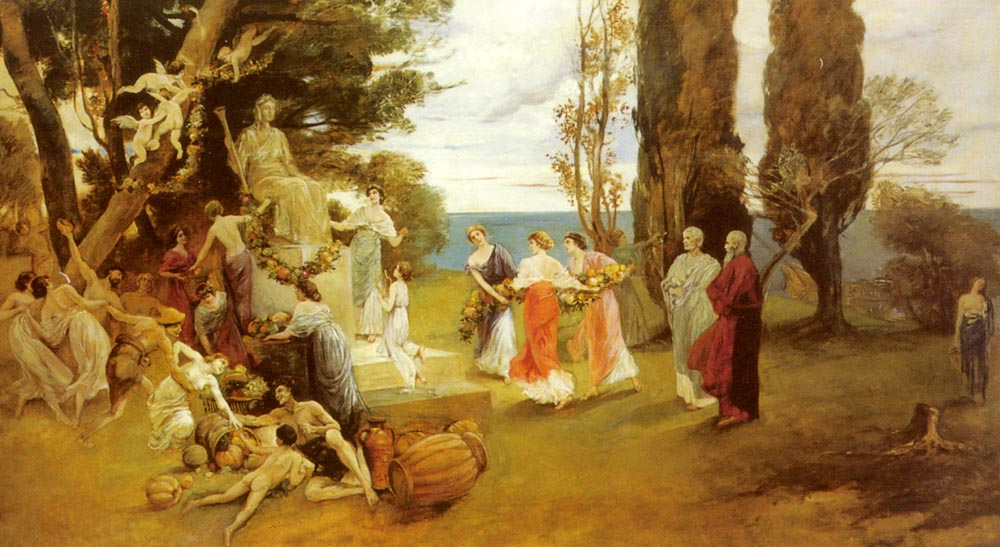
Arcádia, o paraíso bucólico nas literaturas antigas e modernas, do pintor Friedrich von Kaulbach.

Durante o Renascimento, popularizaram-se as éclogas em línguas vernáculas, em especial as de Garcilaso de la Vega, Juan Boscán, Jacopo Sannazaro, Cristóvão Falcão, António Ferreira, Camões, Sá de Miranda, Bernardim Ribeiro e Diogo Bernardes. Em épocas posteriores cultivaram-nas também Jorge de Montemor, Lope de Vega, Manuel da Veiga Tagarrro, Francisco Rodrigues Lobo, Fernão Álvares do Oriente, Eugénio de Castro, entre outros. O Monólogo do Vaqueiro, de Gil Vicente, pode ser considerado uma écloga propositadamente concebida para ser representada. Vejamos a primeira estrofe da "Écloga IV" de Camões:
Desciam dous pastores, quando Febo

No reino Neptunino se escondia:

De idade cada qual era mancebo;

Mas velho no cuidado, e descontente

Do que lhe ele causava parecia.

O que cada um dizia

Lamentando seu mal, seu duro fado,

Não sou eu tão ousado,

Que o pretenda cantar sem vossa ajuda:

Porque se a minha ruda

Frauta deste favor vosso for dina,

Muitas vezes, as éclogas podem incluir uma invocação a Tália, musa do drama pastoril e da comédia, ou então uma dedicatória a um  mecenas, um amigo ou uma pessoa amada. As éclogas também contam, muitas vezes, com referências ou participação de seres da mitologia clássica, em especial de sátiros e de ninfas.

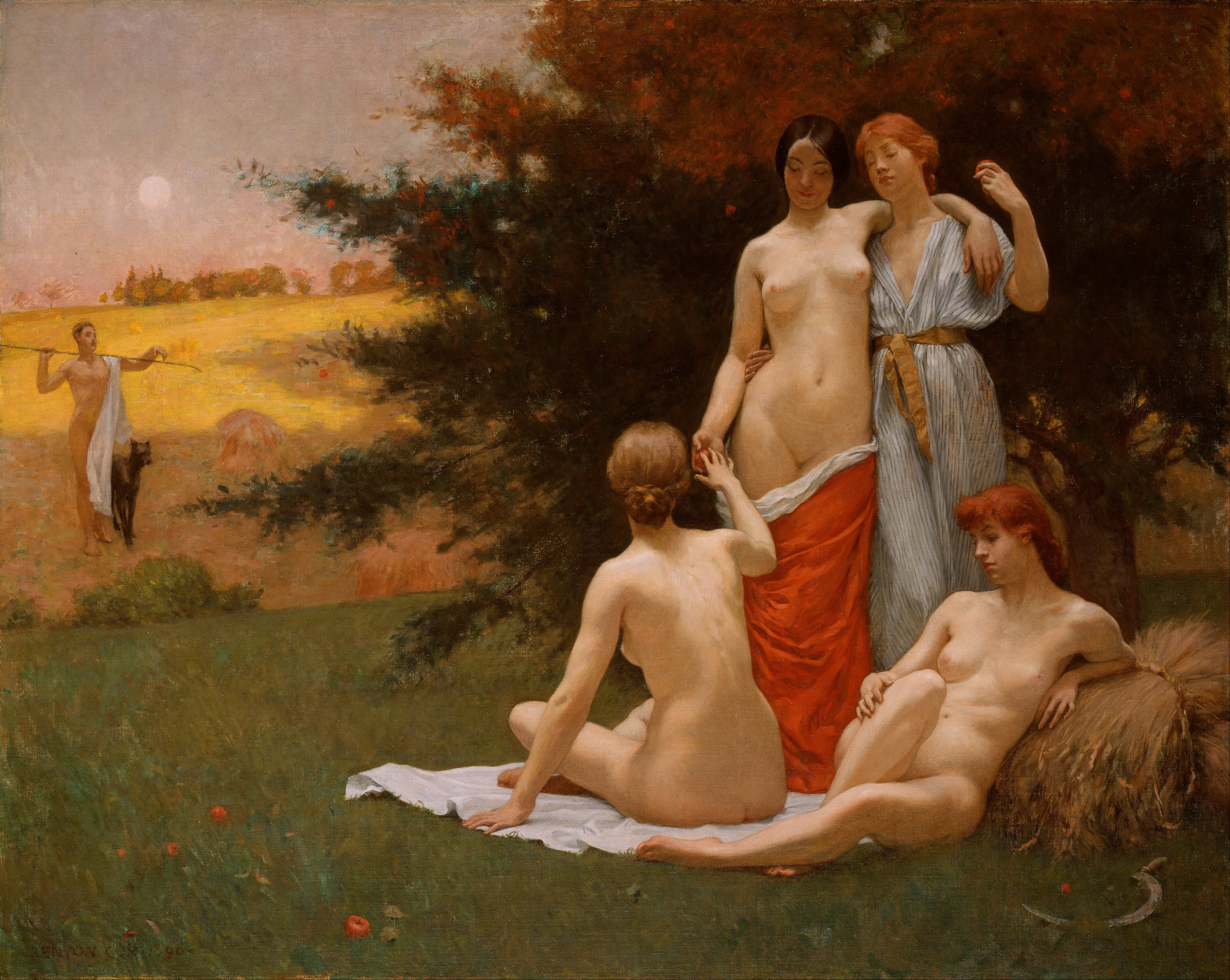
An Eclogue, 1890, por Kenyon Cox.

Também podem ocorrer variações no tema - Sannazaro escreveu as Eclogae Piscatoriae, substituindo os pastores virgilianos por pescadores da baía de Nápoles, o que levou Camões a produzir ele também "éclogas piscatórias". Autores como Sannazaro, na sua Arcádia, Jorge de Montemor, na sua Diana e Francisco Rodrigues Lobo, no Pastor Peregrino, iniciaram a intercalar os versos dialogados das éclogas com trechos de prosa, que introduziam e desenvolviam a ação do poema. No Barroco, Manuel de Faria e Sousa compôs éclogas centónicas, isto é, recombinando versos de outros autores apenas.
Popular um pouco por toda a Europa ocidental, devido ao legado grecorromano, escreveram também este tipo de poesia Edmund Spenser, Pierre de Ronsard, Clément Marot,  Szymon Szymonowic e Józef Bartłomiej Zimorowic. Stephane Mallarmé celebrizou-se com a écloga L'Après Midi d'un Faune. Miklós Radnóti (1909-1944), poeta húngaro, compôs éclogas sobre o Holocausto. Afonso Lopes Vieira (1878-1946) publicou, em 1937, as Éclogas de Agora, livro proibido até 25 de abril de 1974, por conter uma ácida crítica à brutalidade do regime salazarista, através do diálogo dos pastores Hipério e Viviano.
A repercussão das influência das éclogas chega mesmo a Fernando Pessoa, cujo heterónimo Alberto Caeiro, poeta bucólico, afirma, como se estivesse em permanente solilóquio, tal qual os zagais dos versos antigos:
E cantavam de amor literariamente.

(Depois — eu nunca li Virgílio.

Para que o havia eu de ler?)

Mas os pastores de Virgílio, coitados, são Virgílio,

("Poema XII do Guardador de Rebanhos").

## Ligações Externas
- Éclogas de Henrique Caiado, tradução e introdução de Tomás Rosa:
- https://www.infopedia.pt/$eclogas
- Algumas traduções das Éclogas de Virgílio para espanhol: https://es.wikisource.org/wiki/Autor:Virgilio
- Obras Completas de Luís de Camões, Tomo II, (1843): http://www.gutenberg.org/files/31509/31509-h/31509-h.htm
- Éclogas de Camões: http://www.jornaldepoesia.jor.br/camoes34.html